# F-mineur
f-mineur of f klein (afkorting: Fm) is een toonsoort met als grondtoon F.

## Toonladders
De voortekening telt vier mollen: Bes, Es, As en Des. Het is de parallelle toonaard van As-majeur.
Er bestaan drie mogelijke varianten van f-mineur:
- Natuurlijke mineurtoonladder: f - g - as - bes - c - des - es - f

- Harmonische mineurladder: f - g - as - bes - c - des - e - f

- Melodische mineurladder: f - g - as - bes - c - d - e - f

## Bekende werken in f-mineur
- Impromptu op. 142 no.1 (1827) - Franz Schubert
- Das wohltemperierte Klavier (prelude en fuga nr. 12) - Johann Sebastian Bach
- De vier jaargetijden: L'inverno (1723) - Antonio Vivaldi
- Symfonie nr. 49 (1768) - Joseph Haydn
- Pianosonate nr. 1 (1793-1795) en nr. 23 Appassionata (1803-1806) - Ludwig van Beethoven
- Strijkkwartet nr. 11 (1810) - Ludwig van Beethoven
- Pianoconcert nr. 2 (1830) - Frédéric Chopin
- Fantasie op. 49 (1841) - Frédéric Chopin
- Symfonie nr. 00 (studiesymfonie) (1863) - Anton Bruckner
- Symfonie nr. 4 (1877-1878) - Pjotr Iljitsj Tsjaikovski
- Symfonie nr. 4 (1931-1934) - Ralph Vaughan Williams